# 斯氏鏢鱸
斯氏鏢鱸為輻鰭魚綱鱸形目鱸亞目河鱸科的其中一種，分布於美國田納西河及Cumberland河流域，體長可達6.2公分，棲息在岩石底質的溪流，屬肉食性，以水生昆蟲、橈腳類等為食，雄魚具有護卵的行為。